# Elymus lolioides
Elymus lolioides är en gräsart som först beskrevs av Paléologos C. Candargy, och fick sitt nu gällande namn av Aleksandre Melderis. Elymus lolioides ingår i släktet elmar, och familjen gräs. Inga underarter finns listade i Catalogue of Life.